# 秋田県立ゆり支援学校
秋田県立ゆり支援学校（あきたけんりつゆりしえんがっこう）は、秋田県由利本荘市水林にある公立特別支援学校。知的障害者を教育対象とする。

## 概要
現在の由利本荘・にかほ地区に、知的障害者を対象とした養護学校が空白であった（当時の近隣の学校が、秋田市の秋田県立栗田養護学校であった。また、当時同地域に所在した秋田県立本荘養護学校は、病弱者対象であり、病弱との重複以外の知的障害者は受け入れていなかった）ことから、同地区を対象とした知的障害者対象の養護学校として、1999年に開学した。
由利組合総合病院の院内学級担当校となっている。

## 沿革
- 1999年 - 開校。
- 2016年（平成28年）4月1日 - 校名を秋田県立ゆり支援学校に変更[2]。

### 道川分教室の沿革
- 2003年12月1日 - 秋田県立本荘養護学校が、同校と隣接していた国立療養所秋田病院の閉院に先立ち、岩城町（現：由利本荘市）の国立療養所道川病院（現：独立行政法人国立病院機構あきた病院）内に秋田県立本荘養護学校道川分教室を設置。
- 2004年 - 本荘養護学校が廃校となり、道川分教室が秋田県立秋田養護学校へ移管され、秋田県立秋田養護学校道川分教室となる。
- 2010年 - 秋田養護学校が廃校となり、秋田県立ゆり養護学校に移管され、秋田県立ゆり養護学校道川分教室となる。
- 2016年 - 秋田県立ゆり養護学校道川分教室が、秋田県立ゆり支援学校道川分教室に改称。
- 2023年 - 秋田県立ゆり支援学校道川分教室が廃室。在籍生徒を秋田県立秋田きらり支援学校へ転学させる。

## 学部・寄宿舎
- 小学部
- 中学部
- 高等部
- 寄宿舎